# NGC 3681
NGC 3681 ist eine Balken-Spiralgalaxie mit aktivem Galaxienkern vom Hubble-Typ SBbc im Sternbild Löwe an der Ekliptik. Sie ist schätzungsweise 52 Mio. Lichtjahre von der Milchstraße entfernt und hat einen Durchmesser von 45.000 Lj.

Im selben Himmelsareal befinden sich u. a. die Galaxien NGC 3655, NGC 3684, NGC 3686, NGC 3691.
Das Objekt wurde am 17. April 1784 von Wilhelm Herschel entdeckt.